# RealPlayer
RealPlayer ist ein Videoplayer des Unternehmens RealNetworks, ein Computerprogramm zum Abspielen von Video- und Audiodateien. Frühere Versionen hießen RealPlayer Cloud, RealPlayer, RealOne Player oder RealAudio Player.

## Geschichte

RealPlayer 6.0.6.39 unter Windows XP

RealPlayer 10.5 (Windows-Version)

Die erste Version des RealPlayer erschien im Jahr 1995. Oft findet man noch die Erwähnung von RealJukebox, einem reinen Musikverwaltungs-Programm (Musik-Titel abspielen und mit Meta-Infos versehen, Titel auf portable Geräte übertragen, CDs rippen und brennen). Diese ging nach Version 2 im RealOne Player auf (daher der Name).
Später wurden für Unix-/Linux-Systeme wichtige Bestandteile aus dem RealPlayer ausgelagert und mündeten in einer Neuentwicklung namens Helix Player, welcher von Real unter einer Open-Source-Lizenz gestellt wurde und für nachfolgende Realplayer-Versionen ab Version 9.x verwendet wurde.
Version 11 ermöglichte erstmals das Speichern und Schneiden von Livestream-Video-Dateien (Video-on-Demand), eine längere juristische Diskussion ging voraus. Die Anbieter können diese Funktion im Programm unterbinden, was sich auch auf temporär abgelegte Inhalte auswirkt. RealPlayer 11 kann Flash-Filme (flv) speichern und wiedergeben.
Große Bedeutung erlangte der RealPlayer besonders im Video-Streaming-Bereich. Real spielte hier eine technische Vorreiterrolle, und jahrelang stellte das Real-Format für Video-Streaming-Inhalte im WWW einen Quasi-Standard dar. Besonders die Verfügbarkeit für viele Betriebssysteme erwies sich als großer Vorteil gegenüber den Hauptkonkurrenten QuickTime und Windows Media. Bei den Offline-Audio- und Videoformaten hingegen spielten die Real-Versionen nur eine untergeordnete Rolle.
Mit Version 17 wurde „RealPlayer“ in „RealPlayer Cloud“ umbenannt und mit der Funktion ausgestattet, auf Online-Datenspeicher zuzugreifen. Der Nutzen sollte darin bestehen, Videos unterschiedlichster Herkunftsgeräte und Formate automatisch für die gerade verwendeten Wiedergabegeräte zu optimieren. Die online gespeicherten Videos sollten beim Abruf automatisch so umformatiert werden, dass sie zum gerade verwendeten Typ des Wiedergabegeräts, zur Bildschirmgröße, Speicherkapazität sowie zum verfügbaren Speicher passten. In der kostenlosen Variante standen dem Nutzer hierfür 2 GB Online-Speicherplatz zur Verfügung.
Mit Version 18 erfolgte dann eine weitere Umbenennung in „RealTimes“. Laut Anbieter RealNetworks ist die Grundidee dieser neuen Version, den RealPlayer und die dazugehörige Cloud zu einer zentralen Sammelstelle für Audio-, Video- und Bilddateien des Nutzers zu machen. Diese Dateien können dann zu kurzen Videoclips („RealTimes-Storys“) zusammengestellt und über die Cloud mit anderen geteilt werden. In der kostenlosen Variante ist die Cliplänge dabei auf max. 30 Sekunden begrenzt. Um die Nutzer vom Angebot zu überzeugen, wird die Cloud diesmal als ressourcensparender und ausfallsicherer Backup-Speicher beworben. Mit Hilfe der RealTimes App soll der Zugriff von den unterschiedlichsten Endgeräten her möglich sein.
Angeboten wird die Version 18 derzeit nur für Windows-Systeme ab Windows 7 (32- oder 64-Bit-Version). Eine separate Version für Mac-Nutzer ist angekündigt. Die Weiterentwicklung der Versionen 16 und 17 wurde eingestellt.

## Funktionen
RealPlayer erlaubt neben der Wiedergabe der RealMedia-Formate RealAudio und RealVideo auch die Wiedergabe von MP3, MPEG-4 und QuickTime sowie zahlreichen weiteren Medienformaten.
Neben Ambulant beherrscht RealPlayer als einziger Medienplayer weitgehend eine Darstellung von SMIL. Ein eigenes Format mit der Endung .rp ist verfügbar.
Er ist verfügbar für die Betriebssysteme Windows, macOS, Linux, Unix, Palm OS, Windows Mobile, Symbian OS und Android.
In der Version für Mac OS X ist ein separater Konverter enthalten, mit dem Audio- und Video-Dateien diverser Formate zu MP3 und MP4 umgesetzt werden können, um sie auf einer Reihe von mobilen Geräten abspielen zu können. Nach der Konvertierung wird der automatische Import in iTunes angeboten. Dabei kann auch nur das Audio-Signal aus einem Video extrahiert werden.

## Installation und Betrieb
Die Basisversion der Software ist kostenlos verfügbar. In der kostenpflichtigen Version, genannt RealPlayer Plus, gibt es zusätzlich mehr Optionen zum Brennen von CD-Rohlingen, die Möglichkeit analoger Aufnahmen von externen Audioquellen, einen grafischen Equalizer und einen „Toolbar mode“.

## Kritik
Ältere Versionen wurden dafür kritisiert, dass sie Adware und Spyware enthalten haben sollen. Im Jahr 1999 analysierte der Security-Researcher Richard M. Smith den Netzwerktraffic von RealJukebox und fand dabei heraus, dass es eine einzigartige ID sowie Informationen darüber sendete, welche Musiktitel der Benutzer hörte. Mit einem später herausgebrachten Patch von RealNetworks wurde die Spyware entfernt. Die Zeitschrift PC World erklärte RealPlayer im Mai 2006 zum zweitschlechtesten technischen Produkt aller Zeiten.
Die Verbraucherschutzorganisation StopBadware.org stufte 2009 die Versionen 10.5 und frühe 11.0-Revisionen für Windows als Badware ein und riet von ihrem Einsatz ab. Das begründete sie mit der verschleierten Installation von Adware und der ungefragten Einrichtung weiterer Software, die sich nicht durch Deinstallation des RealPlayers entfernen ließ.